# 穆魯穆魯尼山
14°1′59″S 70°9′58″W / 14.03306°S 70.16611°W
穆魯穆魯尼山（Muro Muruni），是秘魯的山峰，位於該國東南部普諾大區，處於丘柳倫皮里尼山東南面，屬於安第斯山脈中卡利亞瓦亞山脈的一部分，海拔高度約5,200米。